# Takuro Nishimura
Takuro Nishimura (Tokio, 15 augustus 1977) is een voormalig Japans voetballer.

## Carrière
Takuro Nishimura speelde tussen 2001 en 2011 voor Urawa Red Diamonds, Omiya Ardija, Portland Timbers, Crystal Palace Baltimore en Consadole Sapporo.